# Aporosa longicaudata
Aporosa longicaudata là một loài thực vật có hoa trong họ Diệp hạ châu. Loài này được Kaneh. & Hatus. ex Schot mô tả khoa học đầu tiên năm 1995.